# Errol Charles
Cyril Errol Melchiades Charles (Castries, 10 de diciembre de 1942) es un político de Santa Lucía, que se desempeña como gobernador general interino de Santa Lucía desde el 11 de noviembre de 2021, tras la renuncia de Neville Cenac.

## Temprana edad y educación
Charles nació el 10 de diciembre de 1942 en Castries, Santa Lucía.
Asistió a St. Aloysius RC Boys' School, Castries, y luego estudió en St. Mary's College, Santa Lucía. En Wolsey Hall, Inglaterra, Charles completó su correspondencia en inglés, matemáticas, historia, ciencias políticas (incluida la Constitución del Reino Unido). Completó un curso en derecho tributario sobre la renta y un curso de capacitación de tres meses en revisión de cuentas en Trinidad y Tobago.

## Carrera profesional
De 1962 a 1992, Charles trabajó en los siguientes departamentos del Gobierno de Santa Lucía:
- Secretario Temporal en el Departamento de Tesorería de las Cámaras de Contadores Generales.[3]
- Secretario Junior, Inspector de Renta y posteriormente Inspector Senior de Renta en el Departamento de Hacienda.[3]
- Oficial Superior de Licencias en el Ministerio de Obras de Comunicaciones, Transporte y Servicios Públicos.[3]

De 1993 a 2007, Charles trabajó como Gerente de Recursos Humanos y Oficial Legislativo en JQ Charles Limited.
En 2007, comenzó a trabajar por cuenta propia y trabajó como Consultor de Gestión Tributaria hasta 2021.

### Gobernador general interino
Isabel II, reina de Santa Lucía, nombró a Charles como gobernador general interino de Santa Lucía tras la dimisión de Neville Cenac. Charles prestó juramento en la Casa de Gobierno, Santa Lucía, el 11 de noviembre de 2021.

## Vida personal
Charles es católico y habla inglés y criollo francés.
Está casado con Anysia Samuel.>